# Codonopsis limprichtii
Codonopsis limprichtii är en klockväxtart som beskrevs av Alexander von Lingelsheim och Alexandru Borza. Codonopsis limprichtii ingår i släktet Codonopsis, och familjen klockväxter. Inga underarter finns listade i Catalogue of Life.